# Markus Ronner
Markus M. Ronner (født 21. juni 1938 i Bern, død 26. februar 2022) var en schweizisk teolog, udgiver og journalist. Ronner blev kendt for sine tidskritiske aforismer og udgav flere citat-håndbøger.

## Nogle citater af Ronner
| Citat | - En gunstig fejldiagnose har altid været mere virksom end den bedste medicin - Mange arbejder så ivrigt for deres livsaften, at de slet ikke kommer til at opleve den. - Det er svært at spå, især om fremtiden (citatet tilskrives også Robert Storm Petersen med flere) | Citat |
|       | |       |